# 8136 Landis
8136 Landis este un asteroid din centura principală de asteroizi.

## Descriere
8136 Landis este un asteroid din centura principală de asteroizi. A fost descoperit pe 25 iunie 1979 la Siding Spring de Eleanor Francis Helin și Schelte J. Bus. Asteroidul prezintă o orbită caracterizată de o semiaxă mare de 3,16 ua, o excentricitate de 0,12 și o înclinație de 3,8° în raport cu ecliptica.